# Гархвал (регіон)
Для статті про історичну область див. Гархвал.
Гархвал (гінді गढ़वाल, англ. Garhwal) — один з двох адміністративних регіонів індійського штату Уттаракханд на території історичної області Гархвал. Регіон переважно розташований в Гімалаях, та межує з Тибетським автономним районом КНР на півночі, регіоном Кумаон на сході, штатами Уттар-Прадеш і Хімачал-Прадеш на півдні та заході, відповідно. Регіон поділяється на 7 округів: Чамолі, Деградун, Харідвар, Паурі-Гархвал, Рудрапраяг, Техрі-Гархвал, Уттаркаші. Його адміністративний центр — місто Паурі.
Більша частина регіону являє собою гірські хребти, що простягнулися в різних напрямках, оточені вузькими долинами, більшість з яких перетворилися на ущелини. Єдиною плоскою частиною округу є смуга, колись вкрита саванами та сухими тропічними лісами, уздовж південної межі регіону. Найбільші гори розташовані на півночі, це Нанда-Деві (7826 м), Камет (7750 м), Трішул (7131 м), Бадрінатх (7079 м), Дунаґірі (7070 м) і Кедарнатх (6970 м). Тут починається річка Алакнанда, одна з двох річок, що при злитті біля міста Девпраяг формують Ганг. Сільське господарство в регіоні поширене лише біля основних річок на низовинах.
Вважається, що регіон отримав назву від 52 «ґархів», тобто фортець незалежних князівств, що існували тут у середні віки. Власне адміністративний регіон Ґархвал бул утворений після отримання Індією незалежності в 1947 році, спочатку у складі штату Уттар-Прадеш, а з 2000 року у складі штату Уттаракханд.
| Індія | Це незавершена стаття з географії Індії. Ви можете допомогти проєкту, виправивши або дописавши її. |